# Gărdinești, Argeș
Gărdinești este un sat în comuna Poiana Lacului din județul Argeș, Muntenia, România.